# Schönhofen (Nittendorf)
Schönhofen ist ein Ortsteil des Marktes Nittendorf im Landkreis Regensburg. 

## Geschichte
Schönhofen wurde erstmals im Jahr 1180 urkundlich erwähnt. Die Geschlechter der Schönhofen, Muggenthaler und Sauerzapf prägten die Entwicklung des Ortes im Mittelalter und der Frühen Neuzeit. Wirtschaftlich von Bedeutung waren seit dem 16. Jahrhundert zahlreiche Hammerwerke, die teilweise seit dem 19. Jahrhundert als Spiegelschleifen weiter betrieben wurden, so beispielsweise in der heute noch als Straßenname bekannten Drexlerschleife. Nutzbar gemacht wurde hier die Wasserkraft der Schwarzen Laber. Der kleine Fluss fließt direkt durch den Ort. Das bekannte Bergkreuz, eines der Wahrzeichen von Schönhofen, wurde bereits im 17. Jahrhundert erwähnt.
Bis 30. Juni 1972 war Schönhofen mit den Ortsteilen Hardt, Kühschlag, Untereinbuch und Zeiler eine selbstständige Gemeinde. Am 1. Juli 1972 wurde die Kommune nach Nittendorf eingemeindet.

## Geographie und Natur
Schönhofen liegt in einem der östlichen Ausläufer des Fränkischen Juras. Die Kreidefelsen sind gut erschlossen durch den Jurasteig. Die Natur ist geprägt durch den hier vorherrschenden geschützten Trockenrasen.

## Kultur und Sehenswürdigkeiten
Schönhofen ist überregional bekannt für seine Kletterfelsen. Im Ort befindet sich die Kirche St. Johannes der Täufer. Der Turm wurde auf einer Felsenbank errichtet, Altar und Kanzel stammen aus dem 17. Jahrhundert. Im Jahr 2013 wurde eine neue Brücke über die Schwarze Laber erbaut. Diese ist auch mit einem sogenannten Bruckmandl ausgestattet. Im Staimerhaus gibt es Ausstellungen regionaler Künstler und das Naturfreundehaus bietet Übernachtungs- und Informationsmöglichkeiten für Wanderer.